# Đường Miến Điện

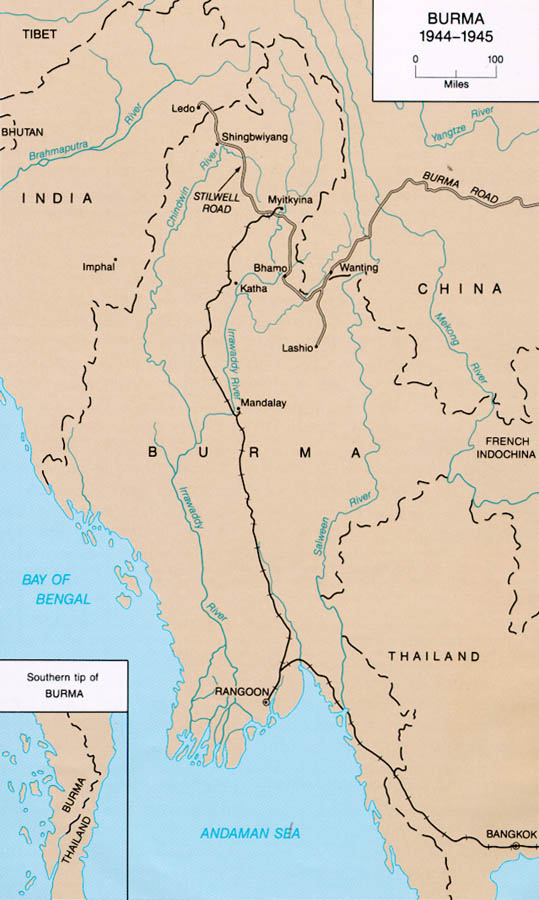
Đường Miến Điện và đường Ledo năm 1944

Đường Miến Điện (tiếng Trung: 滇缅公路) là một con đường nối liền Myanmar với phía tây nam của Trung Quốc. Hai đầu cuối của tuyến đường là Côn Minh, Vân Nam, và Lashio, Miến Điện. Nó được xây dựng trong khi Miến Điện là một thuộc địa của Anh để vận tải cung cấp cho Trung Quốc trong chiến tranh Trung-Nhật. Ngăn chặn dòng chảy của nguồn cung cấp trên đường đã giúp thúc đẩy sự chiếm đóng của Myanmar của Đế quốc Nhật Bản vào năm 1942. Việc sử dụng con đường đã được khôi phục bởi quân Đồng minh vào năm 1945 sau khi hoàn thành tuyến đường Ledo. Một số phần của con đường cũ vẫn còn nhìn thấy tận ngày nay.
Con đường dài 717 dặm (1.154 km) và chạy qua vùng núi lởm chởm của đất nước. Các đoạn từ Côn Minh tới biên giới Miến Điện được xây dựng bởi 200.000 người lao động Miến Điện và Trung Quốc trong chiến tranh Trung-Nhật thứ hai năm 1937 và hoàn thành năm 1938. Con đường này có một vai trò trong thế chiến II, khi người Anh sử dụng Đường Miến Điện để vận chuyển quân nhu đến Trung Quốc trước khi quân Nhật tham chiến với quân Anh. Các tiếp viện được cập ở Rangoon và được đưa tới Lashio bằng đường sắt, nơi con đường này bắt đầu ở Miến Điện.